# Sabkhat de Monastir
La sabkha de Monastir o Sabkhat al-Monastir (àrab: سبخة المنستير, sabẖat al-Muntastīr) és un grup de petites llacunes salades o sabkhes a la vora de la ciutat de Monastir a l'altura de La Dkhila (a l'oest), i a la part sud de la ciutat, que s'exploten com a salines. Són de reduïda superfície. La gran sabkhat de Moknine s'anomena de vegades de Monastir perquè està a la governació de Monastir.